# ترومای نافذ
ترومای نافذ (انگلیسی: Penetrating trauma) جراحتی است که در اثر سوراخ شدن پوست به وسیلهٔ یک شیء و ورود آن به بافتی از بدن ایجاد شده و به یک زخم باز منجر می‌شود. در ترومای غیرنافذ یا ترومای کند، آسیب وارد شده به بدن، با تخریب بافت پوست (یا لااقل تخریب اولیه آن) همراه نخواهد بود. در جراحت ترومای نافذ، شیء وارد شده به بدن، ممکن است در بافت‌ها باقی بماند، از مجرایی که وارد بدن شده بازگردد، یا به بافت‌های دیگر منتقل شده و جابه‌جا شود.